# Amanda Bingson
Amanda Bingson (ur. 20 lutego 1990 w Victorville) – amerykańska lekkoatletka, młociarka.
Brązowa medalistka mistrzostw NCAA (2012). Uczestniczka igrzysk olimpijskich w Londynie (2012). Dziesiąta zawodniczka mistrzostw świata w Moskwie (2013). Mistrzyni USA (2013).

## Rekordy życiowe
- rzut młotem – 75,73 (2013) były rekord USA